# Göran Claeson
Göran Claeson (* 4. března 1945 Stockholm) je bývalý švédský rychlobruslař.
Na mezinárodní scéně debutoval v roce 1968, kdy v závodě na 1500 m na Zimních olympijských hrách skončil na 20. místě. O rok později poprvé startoval na šampionátech, přičemž na evropském vybojoval bronz a na světovém stříbro. V roce 1970 bronzovou medaili z kontinentálního mistrovství obhájil, na světovém vícebojařském šampionátu byl šestý a objevil se také na premiérovém ročníku sprinterského světového mistrovství (5. místo). Další cenné kovy si přivezl ze šampionátů v letech 1971, 1973 a 1974, přičemž v roce 1973 zvítězil na Mistrovství Evropy i na Mistrovství světa, o rok později obhájil zlato z evropského šampionátu. Zúčastnil se zimní olympiády 1972, kde na trati 1500 m vybojoval bronzovou medaili, dále byl čtvrtý na pětikilometrové distanci a šestý v závodě na 10 000 m. Sportovní kariéru ukončil po sezóně 1974/1975.
V roce 1973 obdržel cenu Oscara Mathisena.